# Mural Zamenhofa w Białymstoku

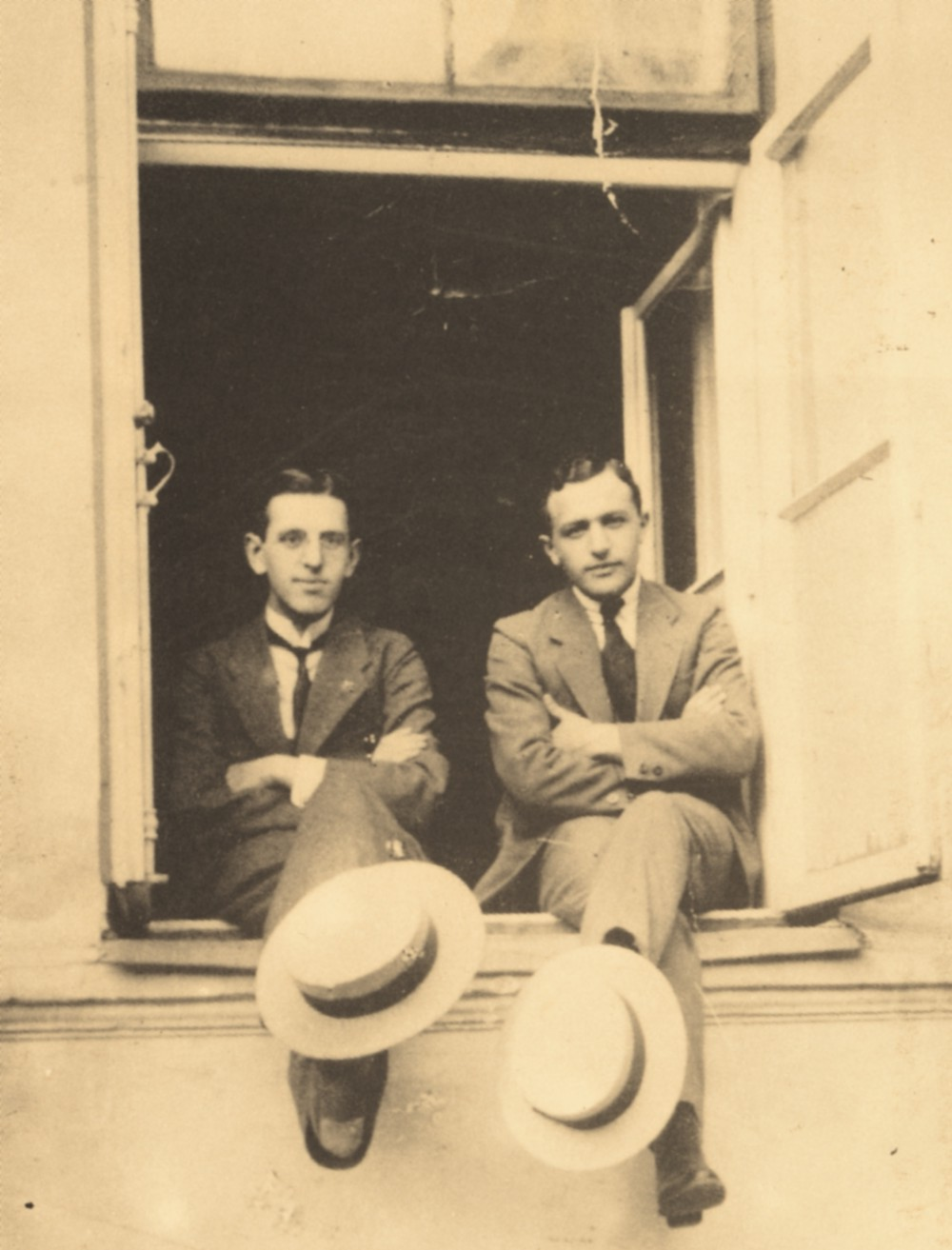
Jakub Szapiro i Abraham Zbar w oknie kamienicy przy ul. Lipowej 33 w Białymstoku

Mural Zamenhofa w Białymstoku – mural odsłonięty w 2008 roku w Białymstoku na ślepej ścianie domu przy ul. Ludwika Zamenhofa 26. Upamiętnia twórcę esperanto Ludwika Zamenhofa, a także esperantystów Jakuba Szapirę i Abrahama Zbara.

## Historia
Na ślepej ścianie budynku przy ulicy Zamenhofa 26 (róg Zamenhofa i Białej) w stulecie urodzin Ludwika Zamenhofa, w 1959 roku odsłonięto tablicę pamiątkową. Nad nią w 2008 roku umieszczono mural, którego autorem jest malarz Andrzej Muszyński, pochodzący z Poznania, a od 1984 roku mieszkający w Białymstoku. Zdaniem Elżbiety Karczewskiej jest to pierwszy na świecie esperancki mural. Został odsłonięty 5 czerwca 2008 roku przez prezydenta Białegostoku Tadeusza Truskolaskiego wspólnie z Dyrektorem Generalnym Światowego Związku Esperantystów Osmo Bullerem, Sekretarzem Generalnym Światowego Związku Esperantystów Barbarą Pietrzak oraz Stałym Sekretarzem Kongresowym Clayem Magahalesem, a także twórcą dzieła Andrzejem Muszyńskim. 

## Opis
Mural obejmuje ślepą ścianę budynku. Na pierwszym piętrze w namalowanym oknie siedzą dwaj esperantyści, przyjaciele Ludwika – Jakub Szapiro i Abraham Zbar. Ten fragment powstał przez wierne odwzorowanie w dużej skali archiwalnego zdjęcie przedstawiające tych dwóch mężczyzn. Na drugim piętrze, na namalowanym balkonie stoi Ludwik Zamenhof, a na trzecim na takim balkonie stoją współcześni białostocczanie. Trzymają w rękach baloniki w kolorach kół olimpijskich, co symbolizuje porozumienie wszystkich narodów dzięki językowi esperanto.

## Promocja miasta
W 2017 roku Urząd Miejski w Białymstoku w ramach promocji miasta i przypadającej setnej rocznicy śmierci Zamenhofa wykorzystał reprodukcję muralu do przygotowania puzzli (36 i 121 elementów) oraz koszulek. Na tłach czarnym i zielonym umieszczono na nich reprodukcje obrazów z muralu oraz esperancki napis: Bialistoko – la lulilo de Esperanto (Białystok – kolebką Esperanto).